# San'yō Shinkansen
San'yō Shinkansen (jap. 山陽 新幹線 San'yō Shinkansen) – część linii ogólnojapońskiej sieci kolejowej dla pociągów dużych prędkości (Shinkansen), łącząca dworzec Shin-Ōsaka w Osace i dworzec Hakata w Fukuoce, dwa największe miasta w zachodniej Japonii.
Linia jest obsługiwana przez West Japan Railway Company i jest kontynuacją linii Tōkaidō Shinkansen, biegnącą na wschód. Służy również do obsługi innych dużych miast między Honsiu i Kiusiu, takich jak Kobe, Himeji, Okayama, Hiroszima i Kitakyūshū. Pociąg na trasie rozwija prędkość 300 km/h i pokonuje ją w ciągu 2 h i 30 minut.